# Esthera Petre
Esthera Petre (Bucarest, 13 maggio 1990) è un'ex altista rumena.

## Palmarès
| Anno | Manifestazione                | Sede       | Evento        | Risultato | Prestazione | Note                          |
| ---- | ----------------------------- | ---------- | ------------- | --------- | ----------- | ----------------------------- |
| 2006 | Mondiali juniores             | Pechino    | Salto in alto | 14ª (q)   | 1,81 m      |                               |
| 2006 | Campionati balcanici juniores | Tripoli    | Salto in alto | Oro       | 1,84 m      |                               |
| 2007 | Mondiali allievi              | Ostrava    | Salto in alto | 5ª        | 1,81 m      |                               |
| 2007 | Europei juniores              | Hengelo    | Salto in alto | 7ª        | 1,79 m      |                               |
| 2008 | Mondiali juniores             | Bydgoszcz  | Salto in alto | 6ª        | 1,82 m      |                               |
| 2009 | Europei indoor                | Torino     | Salto in alto | 14ª (q)   | 1,80 m      |                               |
| 2009 | Europei juniores              | Novi Sad   | Salto in alto | 5ª        | 1,84 m      |                               |
| 2009 | Campionati balcanici juniores | Schimatari | Salto in alto | Oro       | 1,69 m      |                               |
| 2011 | Europei indoor                | Parigi     | Salto in alto | 16ª (q)   | 1,85 m      |                               |
| 2011 | Europei under 23              | Ostrava    | Salto in alto | Oro       | 1,98 m      | Miglior prestazione personale |
| 2011 | Mondiali                      | Taegu      | Salto in alto | 13ª (q)   | 1,92 m      |                               |
| 2012 | Mondiali indoor               | Istanbul   | Salto in alto | 7ª        | 1,92 m      |                               |
| 2012 | Campionati balcanici indoor   | Istanbul   | Salto in alto | Argento   | 1,91 m      |                               |
| 2012 | Giochi olimpici               | Londra     | Salto in alto | 20ª (q)   | 1,85 m      |                               |
| 2013 | Europei indoor                | Göteborg   | Salto in alto | 18ª (q)   | 1,80 m      |                               |

## Altre competizioni internazionali
2011
- Argento agli Europei a squadre ( Smirne), salto in alto - 1,89 m